# Асистент
Вижте пояснителната страница за други значения на Асистент (пояснение).
Асистент е преподавател във ВУЗ, издържал конкурс, надлежно обявен съгласно изискванията в страната. В България се обявява в Държавен вестник и ежедневник.
Кандидатите подават молба до съответния университет, обявил конкурса, и след изтичане на срока на конкурса се явяват на изпит по специалността. Изпитът е писмен и се провежда от комисия от хабилитирани учени в научната област на конкурса, въз основа на конспект, предоставен на всеки кандидат предварително. След провеждане на писмения изпит комисията допуска до устен изпит само кандидатите получили оценки по-високи от много добър (4,50). Устният изпит дава възможност на комисията да класира окончателно кандидатите по успех.
Избирането на асистент става от съответния Факултетен съвет, въз основа на протокола от изпитната комисия. Избирането на асистенти в частни висши учебни заведения може да става по по-опростена процедура.
В България са възприети следните академични длъжности за асистент:
- асистент
- старши асистент
- главен асистент

В съответствие със Закона за развитие на академичния състав академичната длъжност „главен асистент“ се заема само от лице с придобита образователна и научна степен „доктор“ в съответната научна област.